# Artabano II
Artabano II (Artabanus; Ἁρτάβανος; em parta: 𐭍𐭐𐭕𐭓; romaniz.: Ardawān), incorretamente conhecido em estudos mais antigos como Artabano III, foi xainxá do Império Parta de 12 a 38/41, com uma interrupção de um ano. Era sobrinho e sucessor de Vonones I (r. 8–12). Seu pai foi identificado de várias maneiras como um príncipe daa ou atropátida, enquanto sua mãe era filha do xainxá Fraates IV (r. 37–2 a.C.).
Antes de sua ascensão à coroa parta, Artabano governou como rei da Atropatena, que mais tarde serviu como sua base de ataques contra o rei parta apoiado pelos romanos Vonones I. Artabano eventualmente derrotou Vonones I, que fugiu à Armênia e se tornou seu rei. Os esforços de Artabano para substituir Vonones I por seu filho foram bloqueados pelos romanos, que finalmente chegaram a um acordo com os partas para nomear Artaxias III como o novo rei da Armênia e renunciar ao apoio a Vonones I.

## Nome
Artabano (Artabanus; Ἁρτάβανος, Artábanos) ou Artabanes (Artabanus; Ἀρταβάνης, Artabanēs) são as formas latina e grega do persa antigo Artabanu (*Arta-bānu), "a glória de Arta". Foi registrado em parta e persa média como Ardavã (em persa médio: 𐭓𐭕𐭐𐭍, Ardawān),, em acadiano como Atarbanus (Atarbanuš), em elamita como Irtabanus (Irtabanuš), em aramaico como Artebenu (‘rtbnw), em lídio como Artabana (Artabãna), em armênio como Artavã (Արտաւան, Artawān) e em persa novo como Ardavã (em persa: اردوان, Ardavan).

## Antecedentes
Artabano não era do ramo governante da família real arsácida. Tácito em seus Anais registra que os apoiadores do governante rival Tiridates III (r. 36–35) viam Artabano como um "arsácida por parte de mãe, mas em todo o resto um degenerado". No entanto, o historiador Marek Olbrycht observa que Tácito, assim como Flávio Josefo e Dião Cássio, referem-se a Artabano e seus filhos como arsácidas. Olbrycht conclui, portanto, que Artabano era um arsácida de linhagem masculina, provavelmente descendente de Mitridates II (r. 124–88 a.C.), por meio de um ramo da família que vivia entre os daas (com quem Artabano havia sido criado). Olbrycht sugere que a mãe de Artabano era filha do xainxá Fraates IV (r. 37–2 a.C.). [a] Como resultado dessa conexão, a família de Tiridates III, neto da linhagem masculina de Fraates IV, teria reconhecido a ascendência arsácida materna de Artabano, embora não a paterna, tendo visto todos os outros ramos da família como ilegítimos.
No entanto, os historiadores Josef Markwart e Martin Schottky atribuem a Artabano uma descendência da dinastia atropátida, os antigos governantes de Atropatena. Esta era uma região controlada posteriormente por Artabano, antes de sua ascensão ao trono parta. O historiador Richard D. Sullivan observa que Estrabão, escrevendo durante este período, registrou que a linha de sucessão do fundador da dinastia, Atropates, "está preservada até agora", possivelmente implicando que a ocupação de Artabano na Atropatena foi considerada uma continuação do governo atropátida. Estrabão também mencionou que o casamento misto ocorreu entre os arsácidas e os atropátidas. Sullivan sugere, portanto, que Artabano foi o resultado da união entre um príncipe atropátida e uma princesa arsácida em c. 31 a.C., portanto, respondendo pela declaração de Tácito sobre sua ancestralidade. Sullivan afirma ainda que isso explicaria a aceitabilidade do governo de Artabano (e mais tarde de seu irmão Vonones II) sobre a Pártia e a Atropatena. Schottky identifica este casal real como tendo sido filho de Dario I (r. 66–65 a.C.) (que Schottky deduz que também se chamava Dario) e filha de Fraates IV.[b] Alternativamente, o historiador Christian Settipani propõe que o príncipe atropátida era filho de Artavasdes I (r. 56–31 a.C.).

## Vida

### Primeiros anos e Atropatena
Nascido entre 30–25 a.C., Artabano foi criado entre os daas na Ásia Central. Quando atingiu a idade adulta, tornou-se governante de Atropatena, o que ocorreu em algum momento durante o reinado tardio de Fraates IV ou durante o reinado do filho e sucessor deste último, Fraates V (r. 4 a.C.–2 d.C.). O fator por trás da ascensão de Artabano à realeza de Atropatena não é claro. O reino serviu como quartel-general de Artabano para seus ataques contra o rei parta Vonones I (r. 8–12), com quem lutou pela coroa. Vonones I, que residia originalmente em Roma, foi colocado no trono parta por uma facção liderada pelos clãs Carano e Surena. Seu governo foi apoiado pelos romanos. No entanto, a nobreza parta foi rapidamente alienada por Vonones I, que se tornou romanizado durante sua estadia em Roma. Isso aumentou as chances de Artabano - após anos de luta - de finalmente derrotar Vonones I, que fugiu à Armênia e se tornou seu rei.

### Reinado
Artabano, agora o monarca do Império Parta, tentou depor Vonones I do trono armênio e nomear seu próprio filho em seu lugar. Esta tentativa foi imediatamente contestada pelos romanos, que consideraram isso um perigo para seus interesses. Como resultado, o imperador Tibério (r. 14–37) enviou seu enteado Germânico para impedir que isso acontecesse. No entanto, o general não encontrou resistência dos partas. Em vez disso, Germânico chegou a um acordo com Artabano para nomear Artaxias III o novo rei da Armênia e renunciar ao apoio a Vonones I. Os romanos, portanto, reconheceram Artabano como o legítimo governante parta. Para ratificar o relacionamento amigável entre os dois impérios, Artabano e Germânico se encontraram em uma ilha no Eufrates em 18.

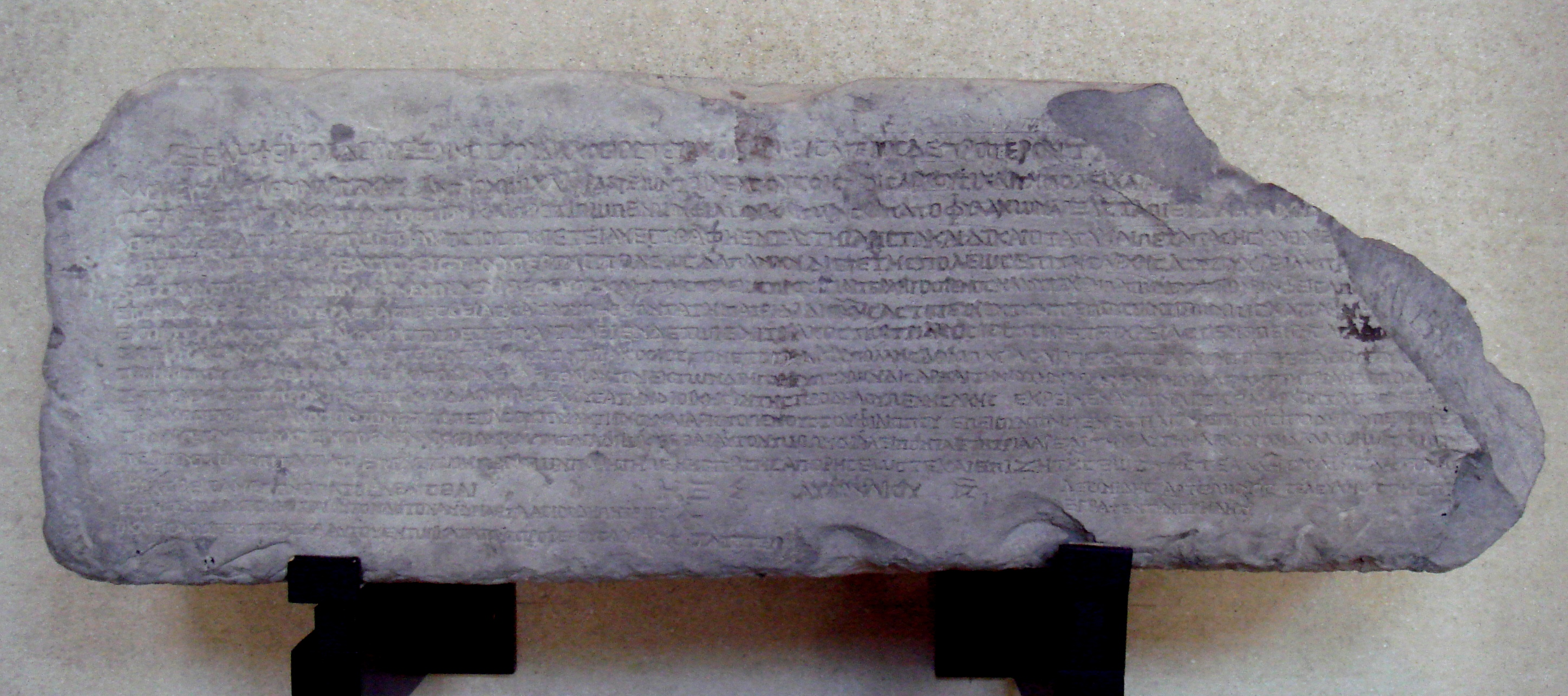
Carta em grego de Artabano II aos habitantes de Susã no século I, solicitando a nomeação de Hecateu como tesoureiro. Museu do Louvre

Os romanos moveram Vonones I à Cilícia, onde foi morto no ano seguinte após tentar fugir. Sua morte e o domínio agora incontestado de Artabano dividiram a nobreza parta, já que nem todos apoiavam um novo ramo da família arsácida assumindo o império. Em 19/20, o sátrapa do Sacastão, Drangiana e Aracósia, chamado Gondofares, declarou independência de Artabano e fundou o Reino Indo-Parta ao assumiu os títulos de "grande rei de reis" e "autocrátor". No entanto, Artabano e Gondofares provavelmente chegaram a um acordo de que os indo-partas não interviriam nos assuntos dos arsácidas. Artabano passou os anos seguintes aumentando sua autoridade. A nordeste, foi vitorioso em seus esforços para estabelecer uma nova dinastia na Corásmia, iniciando uma nova era na história do país. Artabano provavelmente operou também na Báctria ocidental, que fazia parte dos domínios partas há séculos.
Em 35, Artabano tentou novamente conquistar a Armênia e estabelecer seu filho Ársaces I como rei da Armênia. Uma guerra com Roma parecia inevitável. A facção entre os magnatas partas que era hostil a Artabano II solicitou a Tibério um rei que fosse descendente de Fraates IV. Tibério enviou o neto de Fraates IV, Tiridates III, e ordenou que Lúcio Vitélio, o Velho (pai do imperador Vitélio), restaurasse a autoridade romana no Oriente. Por meio de operações militares e diplomáticas muito hábeis, Vitélio obteve sucesso total. Artabano II foi abandonado por seus seguidores e fugiu à Hircânia. Tiridates III, que foi proclamado rei, não conseguiu manter o controle do trono parta, porque parecia aos seus súditos ser um vassalo dos romanos. Nesse meio tempo, Artabano II retornou da Hircânia com um forte exército de auxiliares citas (daas) e foi novamente reconhecido pelos partas. Tiridates III deixou Selêucia do Tigre e fugiu à Síria. Artabano II não era forte o suficiente para uma guerra e concluiu um tratado com Vitélio em 37, no qual desistiu de todas as pretensões futuras em relação à Armênia. Pouco tempo depois, Artabano II foi deposto novamente, e Cinamo foi proclamado rei. Artabano II se refugiou com seu vassalo, o rei Izates II de Adiabena. Izates, por meio de negociações e da promessa de um perdão completo, persuadiu os partos a restaurar Artabano II mais uma vez ao trono. Pouco depois, Artabano II morreu e foi sucedido por seu filho, Vardanes I, cujo reinado foi ainda mais turbulento do que o de seu pai.

## Mandeísmo
Segundo o Haran Gawaita, os mandeístas atribuem a um rei chamado Artabano (mandaico: Ardban), provavelmente Artabano II, a ajuda para escapar da perseguição em Jerusalém e se estabelecer na Média durante seu reinado.